# موران سولنیر ام.اس.۲۲۵
موران سولنیر ام.اس. ۲۲۵ (به انگلیسی: Morane-Saulnier_M.S.225) یک هواگرد ملخ‌پیشین تک‌موتوره از نوع هواپیمای جنگنده ساخت شرکت Morane-Saulnier است. هواگرد موران سولنیر ام.اس. ۲۲۵ نخستین پروازش را در ۱۹۳۲ میلادی انجام داد.